# Kolind-Ebdrup-Skarresø Sogn
Kolind-Ebdrup-Skarresø Sogn er et sogn i Syddjurs Provsti (Århus Stift).
1. januar 2024 blev Kolind Sogn, Ebdrup Sogn og Skarresø Sogn lagt sammen til Kolind-Ebdrup-Skarresø Sogn.
- Ebdrup Kirke
- Kolind Kirke
- Skarresø Kirke

|  | Denne artikel kan blive bedre, hvis der indsættes geografiske koordinater Denne artikel omhandler et emne, som har en geografisk lokation. Du kan hjælpe ved at indsætte koordinater i wikidata. |